# L'Homme du boulevard des Capucines
Pour plus de détails, voir Fiche technique et Distribution.
L'Homme du boulevard des Capucines (en russe : Человек с бульвара Капуцинов - Tchelovek s boulvara Kapoutsinov) est un film de comédie soviétique du genre western rouge réalisé par Alla Sourikova, produit par Mosfilm et sorti en 1987.
Il se démarque de la production cinématographique soviétique pour deux raisons : premièrement, c'est un film réalisé par l'une des rares femmes metteurs en scène soviétiques et, secondement, c'est un film postmoderniste.

## Synopsis
L'idéaliste et pionnier du cinéma Johnny First arrive à Santa Carolina, une ville de l'Ouest américain où règne l'ivresse, la débauche et les bagarres. Il projette des films muets des frères Lumière et de Charlie Chaplin. Les habitants de la ville sont charmés par les images et se civilisent. Ainsi, ils boivent maintenant du lait, plutôt que du whisky !
Diane, une belle danseuse vedette du théâtre local, tombe amoureuse de Johnny First qui se fait bientôt quelques ennemis parmi les nombreux autres admirateurs de Diane. En outre, Harry, le barman du saloon, se sent menacé par la concurrence de ce nouveau divertissement et paie le fameux voleur Black Jack pour tuer First. Mais le projectionniste survit à l'attaque et repart afin de préparer son mariage avec Diana. Pendant son absence, Monsieur Second montre des films violents et les habitants reprennent leurs vieilles habitudes. À son retour, Johnny, déçu, quitte Santa Carolina, mais est rattrapé par Jack Black qui, repentant, désire se consacrer au « film tout-puissant ».

## Fiche technique
- Titre : L'Homme du boulevard des Capucines
- Réalisation : Alla Sourikova
- Scénario : Edouard Akopov
- Photographie : Grigori Belenky
- Montage : Inessa Brozhovskaya
- Son : Oleg Zilbershteyn
- Compositeur : Guennadi Gladkov
- Textes des chansons : Yuli Kim
- Format : mono - couleur - 35 mm - 1.66 : 1
- Durée : 94 minutes
- Studio : Mosfilm
- Pays : URSS
- Sortie : 31 août 1987

## Distribution
- Andreï Mironov : Johnny First
- Alexandra Iakovleva : Diana Little
- Nikolaï Karatchentsov : Billy King
- Oleg Tabakov : Harry
- Mikhaïl Boyarski : "Black" Jack
- Igor Kvacha : le pasteur Adams
- Lev Dourov : le fabricant de cercueils
- Semion Farada : M. Thompson
- Galina Polskikh : Mrs. Thompson
- Natalia Kratchkovskaïa : Conchita
- Natalia Fateïeva : la squaw du chef
- Spartak Michouline : le chef des Comanches
- Albert Filozov : monsieur Second
- Mikhaïl Svetine : le pharmacien
- Leonid Iarmolnik : Martin, le cow-boy borgne
- Borislav Brondoukov : le cow-boy errant
- Youri Doumtchev : fils du chef des Comanches, Plume blanche

## Succès populaire
L'Homme du boulevard des Capucines est le film qui a attiré le plus de spectateurs en Union soviétique en 1987 avec quelque 39,8 millions de spectateurs et, sur la durée totale de sa sortie en salles, le film a été vu par environ 60 millions de spectateurs.

## Lieux de tournage
Le film a été tourné en Crimée où une ville du Far West a été reconstituée.

## Commentaires
Le film est une comédie critique du mythe de la conquête de l'ouest sauvage. Si Buffalo Bill a mythifié ses exploits repris par Hollywood, ce film déconstruit son mythe et la satirise, aussi bien par le film en lui-même que par le film que Johnny First montre.